# Brachycerophytum fuscicorne
Brachycerophytum fuscicorne är en skalbaggsart som först beskrevs av Bonvouloir 1870.  Brachycerophytum fuscicorne ingår i släktet Brachycerophytum och familjen Cerophytidae. Inga underarter finns listade i Catalogue of Life.